# Марков, Анатолий Сергеевич
Анатолий Сергеевич Ма́рков (10 июля 1917, Омск — 14 мая 1958, Омск) — капитан-лейтенант Военно-морского флота СССР, участник Великой Отечественной войны. Герой Советского Союза (1944).

## Биография
Родился 10 июля 1917 года в Омске. После окончания средней школы работал в совхозе. В 1939 году был призван на службу в Военно-морской флот СССР. В 1942 году окончил Каспийское высшее военно-морское училище имени С. М. Кирова в Баку.
С марта того же года — на фронтах Великой Отечественной войны. Начал свой боевой путь в должности дублера командира сторожевого катера «СКА-0111» 1-го дивизиона сторожевых катеров Черноморского флота. Во время Новороссийской десантной операции 9 сентября 1943 года на этом катере одним из первых ворвался в Новороссийскую бухту, где выполняя задачи по огневому прикрытию высадки десанта, экипаж катера под шквальным обстрелом уничтожил 5 огневых точек и 1 прожектор. В последующие 5 суток сражения катером перевезено и высажено на захваченный в Новороссийске плацдарм до 500 десантников, 25 миномётов, 70 ящиков боеприпасов и 2 тонны продовольствия, а также отбуксировано к месту высадки 7 мотоботов с бойцами и грузами.
В ноябре 1943 года будучи старший лейтенантом командовал сторожевым катером «СКА-0102» 2-го дивизиона сторожевых катеров Черноморского флота. Отличился во время Керченско-Эльтигенской десантной операции. В этой операции экипаж под его командованием совершил 15 рейсов через Керченский пролив с целью высадки и прикрытия действий десантов в районе посёлка Эльтиген (ныне — Героевское в черте Керчи), отразил более 20 атак вражеских торпедных катеров. В ночь с 11 на 12 ноября 1943 года в бою экипаж вступил в морской бой и нанёс значительные повреждения двум немецким торпедным катерам, что позволило сорвать вражескую атаку на советские корабли. В этом бою катер получил несколько попаданий снарядов, погибли 3 членов экипажа и почти все остальные были ранены, но силами экипажа повреждения были устранены в море и катер своим ходом вернулся на базу.
Указом Президиума Верховного Совета СССР «О присвоении звания Героя Советского Союза офицерскому, старшинскому и рядовому составу Военно-Морского флота» от 22 января 1944 года за «форсирование Керченского пролива, высадку десантных войск и переброску техники на Керченский полуостров и проявленные при этом отвагу и геройство» был удостоен высокого звания Героя Советского Союза с вручением ордена Ленина и медали «Золотая Звезда».
После окончания войны продолжил службу в Военно-морском флоте СССР. В 1947 году окончил Высшие специальные военно-морские офицерские классы. В 1956 году в звании капитан-лейтенанта был уволен в запас. Вернулся в родной город, работал инструктором Омского морского клуба ДОСААФ. Скоропостижно скончался 14 мая 1958 года, похоронен на Старо-Северном кладбище Омска.

## Награды
- Герой Советского Союза (Орден Ленина и медаль «Золотая звезда») (24.01.1944),
- Медаль «За победу над Германией в Великой Отечественной войне 1941—1945 гг.» (1945),
- Медаль «За боевые заслуги» (20.06.1949),
- Орден Красной Звезды (03.11.1953)[4].

## Память
В его честь названа улица в Омске.